# Xkipché

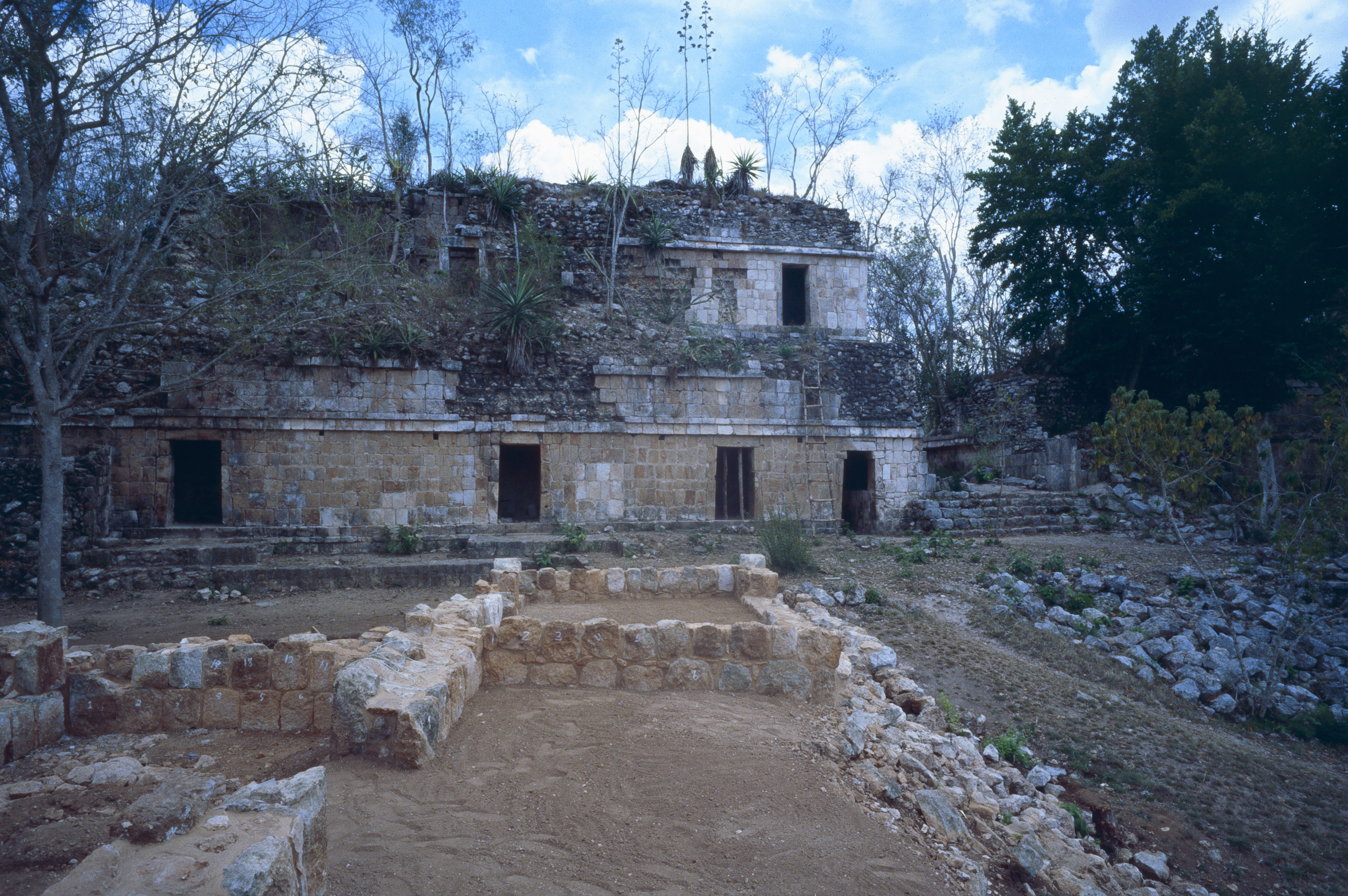
Der zweistöckige „Palast“ von Xkipché, Westfassade

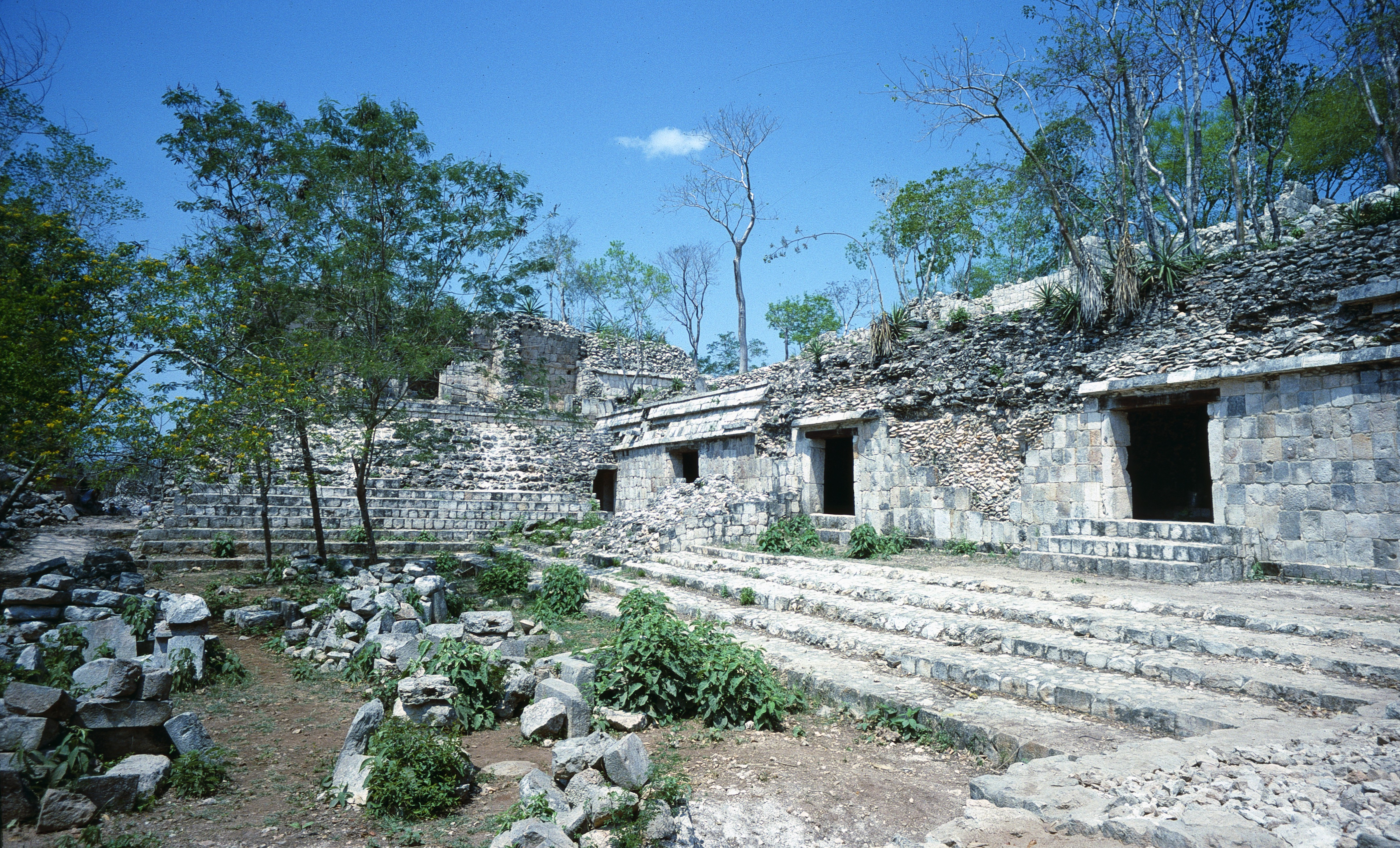
Der zweistöckige „Palast“ von Xkipché, Süd- und Ostflügel

Xkipché ist eine kleine Stadt vor allem aus der spätklassischen Maya-Kultur im mexikanischen Bundesstaat Yucatán 9 km südwestlich von Uxmal. Sie gehört zur kulturellen Manifestation des Puuc. 

## Forschungsgeschichte
Die erste Beschreibung stammt von Teobert Maler, der sich im Jahre 1893 einige Stunden lang dort aufhielt und eine Fotografie des Palastes erstellte. Erst 1986 wurde der Fundort von mexikanischen Archäologen aus der Luft wiederentdeckt und 1989 erstmals wieder auf dem Landweg erreicht. Zwischen 1991 und 2004 wurden in Xkipché archäologische Grabungen und eine Siedlungsaufnahme durch die Universität Bonn unter Leitung von Hanns J. Prem durchgeführt. Der Fundort ist nicht öffentlich zugänglich und wird nicht von Bewuchs freigehalten.

## Bauten
Zentrales Gebäude von Xkipché ist der von Maler als „Palast“ bezeichnete, zweistöckige Bau, der eine sehr komplexe Baugeschichte aufweist. Diese reicht von Teilen aus den frühesten Abschnitten des Frühen Puuc-Stils (ab 670) bis zu einem noch nicht hinreichend verstandenen, unmittelbaren Vorläufer des Säulchenstils (ab 770). Vermutlich zur Zeit des Späten Uxmal-Stils (ab 900) wurde eine große Erweiterung des Gebäudes begonnen, aber nicht zu Ende geführt. 
Neben dem „Palast“ wurden mehrere Bauten in seiner Umgebung freigelegt sowie Wohnbauten und C-förmige Gebäude in anderen Teilen der Siedlung. 